# 嘉永3年9月の風水害
嘉永3年9月の風水害（かえい3ねん9がつのふうすいがい）は、1850年10月7日から10月8日（嘉永3年9月2日から9月3日）ごろに日本を襲った風水害である。

## 日本各地の状況
『日本高潮史料』によると、北陸・近畿・中国地方を中心に被害の記録が残されている。
以下、月日はすべて和暦である。

### 東北地方
岩手県内では「岩手県災異年表」に記載があり、3日は大風雨となった。

### 北陸地方
富山では2日は空気が冷たく南西風が吹き、翌3日は未明から「あゆの風」と冷気を伴って大風雨となり、14時ごろに風雨が弱くなった。
加賀では3日の朝から風雨が強まり、浅野川・犀川などで洪水が起きた。

### 関東地方
江戸では3日は朝に雨が降り、朝には南東風、正午には南風、昏には南東風、深夜には北風がいずれも強く吹いた。

### 東海地方
『岐阜県災異誌』には対応する記載がない。
富士宮市の『袖日記』によると、3日は大雨で、夜は大風、4日は晴天となったものの風があった。
愛知県内では伊勢湾に高潮が起こり、矢作川・豊川も出水しているが、水害をおこすほど水位は高くなかったようである。

### 近畿地方

#### 中部・南部
和歌山県内では「熊野史」や「南牟婁郡」に記載があり、2日または3日に大風雨となり、船が壊れるなどした。
滋賀県内では3日に安曇川の堤防が決壊した。
池田では2日は東風が吹いて暮から雨となり、3日は辰下刻（9時ごろ）には雨が止んで西風に変わった。

#### 北部
舞鶴では3日に洪水となった。
福知山では3日に記録寺横で由良川の堤防が決壊した。
山東では大洪水となり、凶作につながった。
出石では前代未聞の洪水ともされ、「御用部屋日記」や「東門日乗」には水害の様子が詳細に書かれている。「御用部屋日記」によると、2日の夜から強い雨が降り始め、3日の暁七ツ時（4時）ごろからは北東の風を伴って大風雨となって出石城下が浸水や土砂崩れに見舞われた。
豊岡市宮井の三宅家文書『前代未聞・大洪水大変之事』によると、豊岡では3日の朝4ツ（10時）まで雨が降り続き、7ツ時（16時）に約2丈7～8尺の増水となって1816年（文化13）9月の大雨の際の水位を8尺上回ったという。

### 中国地方

#### 山陰
鳥取では2日は風雨が強くなり、3日の8時ごろには土手筋の所々で越水した。鳥取藩家老日記によると、2日の夕夜半頃から強い北風を伴って大風雨となったと書かれている。
『島根県既往の災害』『山口県災異誌』には対応する記載がない。

#### 山陽
「岡山市史」によると3日の夜半から出水した。
広島県北部の加計では、2日の朝6つ時（6時）ごろから雨となり、3日も降り続いて風も吹き、水が出た。『広島県気象史料』には対応する記載がない。

### 四国地方
愛媛県内では9月に洪水や大風雨があったとされる。
高知県内では「太平寺覚書」に記載があり、2日に東風で家屋が破損したとされる。

### 九州・沖縄地方
「西日本災異誌」には対応する記載がない。
『沖縄気象台百年史』には対応する記載がなく、「球陽」によると1850年は夏から秋に干ばつがあった。